# Fonseca (Colombia)
Fonseca è un comune della Colombia del dipartimento di La Guajira.
Il centro abitato venne fondato da Agustín Fonseca e José Agustín Parodi Ovalle, mentre il comune venne istituito il 13 giugno 1829.